# Irenia
Irenia é um gênero de traça pertencente à família Agonoxenidae.